# Thân sĩ

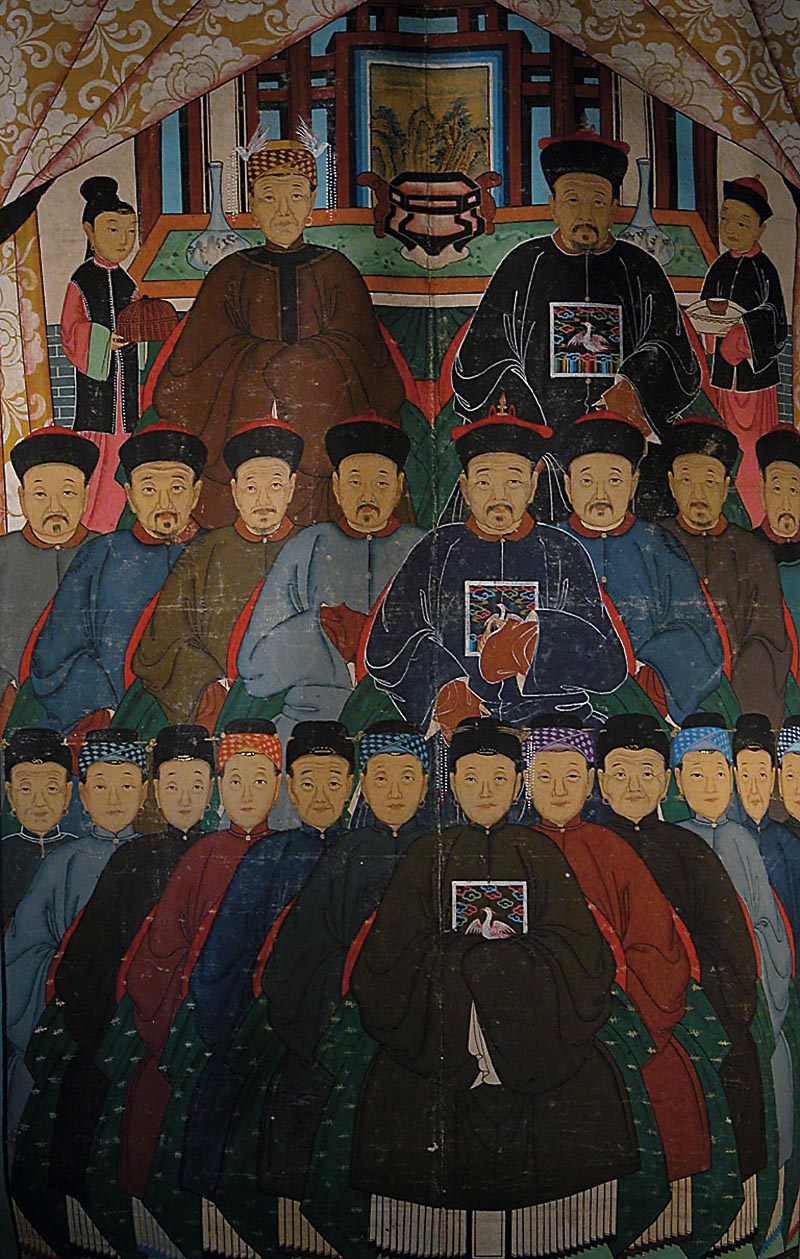
Một gia đình thân sĩ thế kỷ 19

Thân sĩ (tiếng Trung: 紳士; bính âm: shenshi) hay hương thân (tiếng Trung: 鄉紳; bính âm: xiangshen) ở Trung Quốc là tầng lớp ưu tú nắm địa vị đặc ân thông qua việc đỗ đạt khoa cử, thứ giúp họ có đủ điều kiện để trở thành quan chức nhà nước. Giới tri thức, sĩ đại phu thuộc tầng lớp thân sĩ, giữ độc quyền ảo các chức vụ trong bộ máy chính quyền, đan xen với một tầng lớp không chính thức những người giàu có. Nhà Đường và nhà Tống đã mở rộng chế độ khoa cử để thay thế chế độ cửu khanh cha truyền con nối, vốn dành cho các gia tộc quý tộc mà phần lớn có gốc gác quân nhân. Là một tầng lớp xã hội, thân sĩ bao gồm các quan chức đã nghỉ hưu hoặc gia đình và con cháu của họ. Thân sĩ thường duy trì sự giàu có thông qua việc sở hữu đất đai.

## Tầng lớp Nho sĩ
Theo quan niệm tứ dân của Nho giáo, sĩ đại phu có thứ hạng xã hội cao nhất, nông dân, nghệ nhân và thương nhân lần lượt xếp sau. Quan niệm tứ dân không mô tả chính xác hình thái xã hội. Không giống như một loại chủng tính, địa vị sĩ đại phu không mang tính thế tập. Trên lý thuyết, bất kỳ đứa trẻ nam nào cũng có thể học hành, đỗ đạt các kỳ thi và trở thành một quan chức. Tuy nhiên, trên thực tế, các gia tộc thân sĩ giàu khả năng đào tạo con em hơn cả và có thể dùng mối quan hệ với quan chức địa phương để bảo vệ lợi ích.
Trong vai trò người quân tử, thành viên trong mỗi gia tộc thân sĩ được kỳ vọng là những tấm gương sáng cho cộng đồng noi theo. Họ thường lui về sống ở những điền trang lớn, thu tiền thuê đất từ nông dân tá điền. Những chàng trai trẻ trong gia tộc thân sĩ luôn mong muốn đỗ đạt khoa cử, tiếp nối di sản cha ông. Cuối thời kỳ đế quốc, nhiều thương nhân dùng tài sản của mình để đầu tư giáo dục con em với hi vọng chúng sẽ được phục vụ trong bộ máy dân sự. Thân sĩ khánh kiệt phải làm rể ở các gia đình thương nhân, phá vỡ cấu trúc tầng lớp xã hội cũ.
Thân sĩ không còn là một tầng lớp pháp định kể từ khi nhà Thanh sụp đổ và chế độ khoa cử bị bãi bỏ.